# Igreja do Santíssimo Sacramento
A igreja do Santíssimo Sacramento de Massarelos (Porto, Portugal) data da primeira metade do século XX e é a sede da paróquia do Santíssimo Sacramento, freguesia de Massarelos, na cidade do Porto.
Teve um primeiro projecto, mas este foi abandonado por falta de verbas, tendo sido apenas construída a capela-mor. Em 1931, os arquitectos Korrodi retomaram o projecto, observando-o com olhos diferentes, mais de acordo com as novas modas arquitectonicas dos anos 30. O corpo da igreja foi inaugurado em 15 de Maio de 1938, sendo que a grande novidade estava no tratamento das paredes laterais, rasgadas com enormes janelas guarnecidas de vitrais de Ricardo Leone. A capela-mor da igreja foi ainda enriquecida com um retábulo de madeira, inaugurado em 13 de Agosto de 1939.

## Fonte
- «Paróquia do Santíssimo Sacramento»